# Gary Roberts
Gary Roberts er en amerikansk tegner bedst kendt for en lang række BDSM-tegneserier, udgivet digitalt fra firmaet D'O Fantasy. Hans enkelte trykte album blev i Danmark forhandlet af den nu lukkede butik Blue Movie i København.